# 樽井史朗
樽井 史朗（たるい しろう、1933年7月28日 - 2025年1月23日）は、日本の経営者。キユーピー社長、会長を務めた。福島県田村市出身。

## 来歴・人物
1956年に東京水産大学を卒業し、同年にキユーピーに入社。1979年2月に取締役に就任し、常務、副社長を経て、1993年2月に社長に就任。1999年2月に副会長に就任し、2001年2月から相談役を務めた。
2003年11月に旭日中綬章を受章。
2025年1月23日死去。91歳没。